# Métabolisme acido-basique

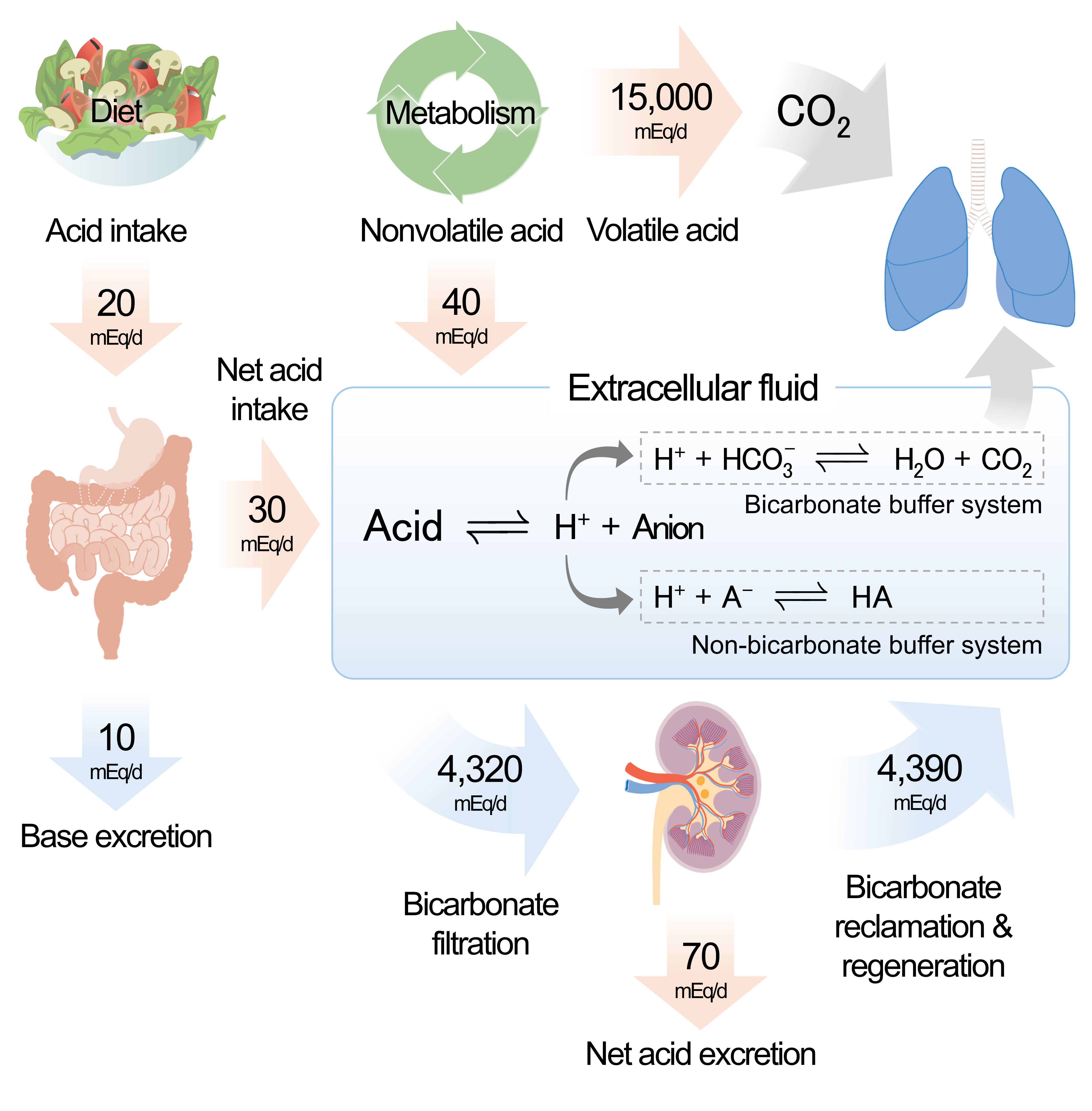
Schéma de l'homéostasie acido-basique.

Le métabolisme acido-basique est la partie du métabolisme régulant l'acidité du sang, le pH sanguin devant demeurer entre des limites physiologiques très étroites, 7,38 et 7,42. On parle d'acidose au-dessous de 7,38 et d'alcalose au-dessus de 7,42, toutes deux pouvant être d'origine métabolique ou bien respiratoire.

## Sources d'acides et de bases
Les sources acides ou basiques sont nombreuses, particulièrement pour les acides qui sont tirés des aliments et le métabolisme interne (respiration cellulaire : le dioxyde de carbone est un acide qui se combine avec l'eau). Les bases proviennent de ces mêmes sources mais en nombre plus restreint.

## Mécanismes de contrôle de l'équilibre acide-base
Pour maintenir le pH au plus près de 7,40 interviennent de puissants systèmes tampons. Les protéines amphotères, les phosphates, l'hémoglobine des globules rouges et les bicarbonates participent à la régulation fine du pH. Ainsi, la concentration plasmatique des bicarbonates est 600 000 fois celle des H+, ce qui permet de tamponner les ions H+ de source non respiratoire à travers la réaction :
H+ + HCO3− → H2CO3 → CO2 + H2O.
L'addition d'H+ déplace la réaction vers la droite, modifiant peu le pH (mais la concentration d'HCO3− diminue et celle de CO2 augmente). À l'inverse, une augmentation de CO2 déplace l'équilibre vers la gauche.
De plus, la ventilation permet le rejet de CO2 pour maintenir constante sa pression partielle dans le sang et les reins assurent un contrôle de la réabsorption des bicarbonates et la sécrétion (ou réabsorption) des ions H+.